# Poecilohetaerus ravus
Poecilohetaerus ravus är en tvåvingeart som beskrevs av Schneider och Mcalpine 1979. Poecilohetaerus ravus ingår i släktet Poecilohetaerus och familjen lövflugor. Inga underarter finns listade i Catalogue of Life.